# Klaus Wagn
Klaus Wagn es un autor alemán y exmarido de la aclamada escritora argentino-alemana Esther Vilar, autora de El varón domado. Estuvieron casados durante 14 años (1961-1975) y tuvieron un hijo llamado Martín, en 1963. Ella dijo que en 1975 se divorciaron, pero afirmó: "No rompí con el hombre, solo con el matrimonio como institución".

## Trabajos
- Gottesgott de Klaus Wagn (1966)
- Das Lust-an-der-Unfreiheit-Modell de Klaus Wagn (1969)
- Was Zeit ist und was nicht (edición alemana de "What Time Does") de Klaus Wagn (1975)
- Qué hora de Klaus Wagn (1976)
- Herrschaft der Natur? de Klaus Wagn (2000)
- Bewusstsein und Wirklichkeit de Klaus Wagn (2002)
- Herr der Zeit de Klaus Wagn (2004)